# Сборная Тринидада и Тобаго по футболу
Сбо́рная Тринида́да и Тоба́го (англ. Trinidad and Tobago national football team) — представляет Тринидад и Тобаго на международных турнирах и в товарищеских матчах по футболу. Управляющая организация — Футбольная ассоциация Тринидада и Тобаго. Официальное прозвище команды — «Воины Сока» (англ. The Soca Warriors).
Впервые преодолела квалификационный отбор на чемпионат мира в 2006 году. Является сильнейшей сборной Карибского региона. Восьмикратный обладатель Карибского кубка. В рейтинге ФИФА на 3 апреля 2025 года занимает 100-е место. Наивысшая позиция — 25-е место (июнь 2001 года).

## Домашний стадион
Национальная сборная проводит свои домашние матчи как правило на одном из трёх стадионов. Особо важные игры обычно проходят на стадионе «Хейсли Кроуфорд». Тем не менее, многие отборочные игры чемпионата мира были сыграны на поле спортивного комплекса «Куинс Парк Овал», где в основном проводятся соревнования по крикету. Малозначительные матчи, такие как, например, товарищеские встречи с национальными сборными других островов Карибского бассейна, проводятся на стадионе «Марвин Ли».

## Участие в чемпионатах мира
Сборная была близка к выходу в финальную часть чемпионата мира 1990 года в Италии. В заключительном квалификационном матче ей было достаточно сыграть вничью против непосредственных конкурентов — сборной США. Однако она на своём поле потерпела поражение 0:1, и право на поездку в Италию получила команда США.
Впервые преодолела квалификационный отбор на чемпионат мира в 2006 году. В финальном турнире в Германии заняла последнее место в группе (1 ничья — со Швецией (0:0); 2 поражения — от Англии (0:2) и Парагвая (0:2); разница мячей — 0:4).
Тринидад и Тобаго стала самой маленькой страной (как по размерам, так и по населению), сборная которой принимала участие в финальном турнире чемпионата мира; но в чемпионате 2018 года приняла участие сборная ещё менее населённой страны — Исландии.

## Состав
Следующие игроки были вызваны в состав сборной главным тренером Ангусом Ивом для участия в товарищеском матче против сборной Боливии (21 января 2022).
Игры и голы приведены по состоянию на 18 июля 2021 года:
-->

|  | Вр  | Марвин Филлип      | 1 августа 1984 (40 лет)   | 82 | 0 | Порт-оф-Спейн                |  |  |
|  | Вр  | Эдриан Фонсетт     | 10 октября 1988 (36 лет)  | 20 | 0 | Полис                        |  |  |
|  | Вр  | Аарон Энилл        | 6 апреля 1995 (30 лет)    | 1  | 0 | Монтего-Бей Юнайтед          |  |  |
|  |     |                    |                           |    |   |                              |  |  |
|  | Защ | Раданфах Абу Бакр  | 12 февраля 1987 (38 лет)  | 38 | 2 | Свободный агент              |  |  |
|  | Защ | Элвин Джонс        | 9 июля 1994 (30 лет)      | 33 | 1 | Свободный агент              |  |  |
|  | Защ | Микел Уильямс      | 24 июля 1990 (34 года)    | 33 | 1 | Питтсбург Риверхаундс        |  |  |
|  | Защ | Джастин Гарсия     | 26 октября 1995 (29 лет)  | 7  | 0 | Дефенс Форс                  |  |  |
|  | Защ | Ноуа Паудер        | 27 октября 1998 (26 лет)  | 6  | 0 | Инди Илевен                  |  |  |
|  | Защ | Джамал Джек        | 17 декабря 1987 (37 лет)  | 3  | 0 | Свободный агент              |  |  |
|  | Защ | Лиланд Арчер       | 8 января 1996 (29 лет)    | 1  | 0 | Чарлстон Бэттери             |  |  |
|  | Защ | Стефон Маркано     | 1 октября 1999 (25 лет)   | 0  | 0 | Университет штата Калифорния |  |  |
|  | Защ | Кестон Джордж      | 20 октября 1989 (35 лет)  | 0  | 0 | Свободный агент              |  |  |
|  |     |                    |                           |    |   |                              |  |  |
|  | ПЗ  | Невил Хэкшоу       | 21 сентября 1995 (29 лет) | 23 | 0 | Инди Илевен                  |  |  |
|  | ПЗ  | Хашим Арсия        | 8 октября 1988 (36 лет)   | 16 | 1 | Дефенс Форс                  |  |  |
|  | ПЗ  | Мишель Пун-Анжерон | 19 апреля 2001 (24 года)  | 4  | 0 | Банфилд II                   |  |  |
|  | ПЗ  | Джесси Уильямс     | 18 мая 2001 (24 года)     | 3  | 0 | Питтсбург Риверхаундс        |  |  |
|  | ПЗ  | Мэттью Ву Линг     | 15 сентября 1996 (28 лет) | 3  | 0 | Майами Юнайтед               |  |  |
|  | ПЗ  | Аджани Фортьюн     | 30 декабря 2002 (22 года) | 1  | 0 | Атланта Юнайтед 2            |  |  |
|  | ПЗ  | Джон-Поль Рочфорд  | 5 января 2000 (25 лет)    | 1  | 0 | Свободный агент              |  |  |
|  | ПЗ  | Молик Хан          | 8 апреля 2004 (21 год)    | 0  | 0 | Дабл-Ю Коннекшн              |  |  |
|  | ПЗ  | Стеффен Йейтс      | 4 января 2000 (25 лет)    | 48 | 2 | Пасифик                      |  |  |
|  |     |                    |                           |    |   |                              |  |  |
|  | Нап | Райан Телфер       | 4 марта 1994 (31 год)     | 16 | 5 | Свободный агент              |  |  |
|  | Нап | Реон Мур           | 22 сентября 1996 (28 лет) | 8  | 3 | Дефенс Форс                  |  |  |

## Форма

### Домашняя
| ЧМ-2006 | КОНКАКАФ 2013 | КОНКАКАФ 2015 | 2017 | КОНКАКАФ 2019 | КОНКАКАФ 2021 | КОНКАКАФ 2023 | 2024—н. в. · КОНКАКАФ 2025 |

### Гостевая
| ЧМ-2006 | КОНКАКАФ 2013 | КОНКАКАФ 2015 | 2017 | КОНКАКАФ 2019 | КОНКАКАФ 2021 | КОНКАКАФ 2023 | 2024—н. в. · КОНКАКАФ 2025 |

Источники:,